# Tommaso Lequio di Assaba
Tommaso Lequio di Assaba (Cuneo, 21 oktober 1893 - Rome, 17 december 1965) was een Italiaans ruiter, die gespecialiseerd was in springen.
Lequio di Assaba won in 1920 de gouden medaille in het springconcours. Vier jaar later moest Lequio di Assaba genoegen nemen met de zilveren medaille in het springconcours.

## Resultaten
- Olympische Zomerspelen 1920 in Antwerpen  springconcours met Trebecco
- Olympische Zomerspelen 1924 in Parijs  springconcours met Trebecco
- Olympische Zomerspelen 1924 in Parijs 5e springconcours landenwedstrijd met Trebecco
- Olympische Zomerspelen 1924 in Parijs uitgevallen eventing met Torena
- Olympische Zomerspelen 1928 in Amsterdam 24e springconcours met Trebecco
- Olympische Zomerspelen 1928 in Amsterdam in Parijs 5e springconcours landenwedstrijd met Trebecco
- Olympische Zomerspelen 1928 in Amsterdam uitgevallen eventing met Uroski
- Olympische Zomerspelen 1928 in Amsterdam uitgevallen eventing met Uroski

1900: Aimé Haegeman ·
1912: Jean Cariou ·
1920: Tommaso Lequio di Assaba ·
1924: Alphonse Gemuseus ·
1928: František Ventura ·
1932: Takeichi Nishi ·
1936: Kurt Hasse ·
1948: Humberto Mariles ·
1952: Pierre Jonquères d'Oriola ·
1956: Hans Günter Winkler ·
1960: Raimondo D'Inzeo ·
1964: Pierre Jonquères d'Oriola ·
1968: William Steinkraus ·
1972: Graziano Mancinelli ·
1976: Alwin Schockemöhle ·
1980: Jan Kowalczyk ·
1984: Joe Fargis ·
1988: Pierre Durand ·
1992: Ludger Beerbaum ·
1996: Ulrich Kirchhoff ·
2000: Jeroen Dubbeldam ·
2004: Rodrigo Pessoa ·
2008: Eric Lamaze ·
2012: Steve Guerdat ·
2016: Nick Skelton ·
2020: Ben Maher ·
2024: Christian Kukuk
- Gemeinsame Normdatei: 135826845
- International Standard Name Identifier: 0000 0000 8055 2921
- Library of Congress Control Number: n87908745
- Virtual International Authority File: 33529270
- WorldCat: E39PBJkhM7C89brJrwPB4mrKBP